# Semiothisa pinodes
Semiothisa pinodes là một loài bướm đêm trong họ Geometridae.